# Seznam naselij v Goriški pokrajini
V seznamu so našteta naselja (it. "frazioni") 25 občin v nekdanji Goriški pokrajini. Na prvem mestu je navedeno slovensko poimenovanje, na drugem mestu uradno italijansko poimenovanje in nazadnje furlansko. Kjer ni navedeno slovensko ime, naselje ni slovensko, oziroma se intervjuvani domačini več ne spomnejo slovenskega poimenovanja.

## Občina Koprivno
| Slovensko | Italijansko                 | Furlansko                   |
| --------- | --------------------------- | --------------------------- |
| Koprivno  | Capriva del Friuli          | Caprive                     |
|           | Russiz (Russis) Superiore   | Russiz Disore               |
|           | Russiz Inferiore            | Russiz Disot                |
|           | Spessa (Castello di Spessa) | Spesse (Cjistiel di Spesse) |
|           | Budignacco                  | Budignac                    |

## Občina Krmin[1]
| Slovensko        | Italijansko           | Furlansko   |
| ---------------- | --------------------- | ----------- |
|                  | Angoris               | Angoriis    |
| Bornjan          | Borgnano              | Borgnan     |
| Bračan           | Brazzano              | Breçan      |
| Gradič           | Castelletto           |             |
| Krmin            | Cormons               | Cormons     |
|                  | Fornaci               |             |
| Jasih            | Giassico              | Insic       |
|                  | Monticello di Cormons | Montisel    |
|                  | Monte                 | Mont        |
| Novaje (Novalje) | Novali                | Novali      |
| Plešivo          | Plessiva              | Plessive    |
|                  | Povia                 | Povie       |
|                  | Roncada               | La Roncjade |
|                  | San Rocco di Brazzano | Sant Roc    |
| Ceglo            | Zegla                 | Zegla       |
| Krminska gora    | San Quirino           | San Quarin  |
| Pradež           | Pradis                | Pradis      |
| Subida           | Subida                | Subide      |
|                  | Villaorba             | Vilevuarbe  |

## Občina Doberdob[2]
| Slovensko               | Italijansko         | Furlansko          |
| ----------------------- | ------------------- | ------------------ |
| Boneti                  | Bonetti             |                    |
| Devetaki                | Devetachi           | Devetachi          |
| Doberdob (sedež občine) | Doberdò del Lago    | Doberdò            |
| Jamlje                  | Jamiano             | Jamian             |
| Doberdobsko jezero      | Lago di Doberdò     | Lât di Doberdò     |
| Prelostno jezero        | Lago di Pietrarossa | Lât di Pietrarossa |
| Poljane                 | Marcottini          |                    |
| Mikoli                  | Micoli              | Micui              |
| Palkišče                | Palchisce           | Palchiscje         |
| Sabliči                 | Sablici             |                    |
| Vižintini               | Visintini           | Visintin           |

## Občina Dolenje v Brdih
| Slovensko                      | Italijansko               | Furlansko        |
| ------------------------------ | ------------------------- | ---------------- |
| Brban                          | Barbana nel Collio        |                  |
| Breg                           | Breg                      |                  |
| Dolenje v Brdih (sedež občine) | Dolegna del Collio        | Dolegne dal Cuei |
| Lože (Hravacija)               | Lonzano                   | Lonzan           |
| Mirnik                         | Mernicco (Mernico)        | Mernic           |
| Raztočno                       | Restoccina (Restocina)    | Restozine        |
| Rutarji                        | Ruttars (Ruttars Cavezzo) | Rotârs           |
| Škrljevo                       | Scriò                     | Scriù            |
|                                | Trussio                   | Trus             |
| Jenkovo                        | Vencò                     | Vencò            |

## Občina Fara ob Soči
| Slovensko    | Italijansko        | Furlansko         |
| ------------ | ------------------ | ----------------- |
|              | Borgo dei Conventi | Borc dai Convents |
|              | Borgo del Molino   | Borc dal Mulin    |
|              | Borgo Grotta       |                   |
| Fara ob Soči | Farra d'Isonzo     | Fare              |
|              | Fossata            |                   |
| Majnice      | Mainizza           | Mainize           |
|              | Monte Fortin       |                   |
|              | Villanova di Farra | Vilegnove         |

## ObčinaFoljan - Sredipolje
| Slovensko             | Italijansko | Furlansko |
| --------------------- | ----------- | --------- |
| Foljan (sedež občine) | Fogliano    | Foian     |
| Sredipolje            | Redipuglia  | Redipulie |
| Polače                | Polazzo     | Polaç     |

## Občina Gorica
| Slovensko                     | Italijansko             | Furlansko         |
| ----------------------------- | ----------------------- | ----------------- |
| Gorica                        | Gorizia                 | Gurize            |
| Grad                          | Borgo Castello          | Cjastiel          |
| Ločnik                        | Lucinico                | Lucinîs           |
| Kalvarija                     | Monte Calvario          | Mont Calvari      |
| Montesanto - Placuta          | Montesanto-Piazzutta    | Monsante-Plaçuta  |
| Oslavje                       | Oslavia                 | Oslavie           |
| Podgora                       | Piedimonte del Calvario | Pudigori          |
| Pevma                         | Piuma                   | Peume (Plume)     |
| Štmaver                       | San Mauro               | San Maur          |
| Podturn - Sveta Ana           | San Rocco-Sant'Anna     | San Roc-Santa Ana |
| Štandrež                      | Sant'Andrea             | Sant Andrât       |
| Stražice (Stražce, Stražišče) | Straccis                | Stracis           |
| Grojna                        | Vallone dell'Acqua      |                   |
| Rojce                         | Campagnuzza             |                   |

## Občina Gradišče ob Soči
| Slovensko                       | Italijansko       | Furlansko            |
| ------------------------------- | ----------------- | -------------------- |
| Gradišče ob Soči (sedež občine) | Gradisca d'Isonzo | Gradiscje (Imperiâl) |
|                                 | Borgo Basiol      | Borc Basiol          |
|                                 | Borgo Molamatta   | Muelemate            |
|                                 | Borgo Viola       | Borc Viole           |
|                                 | Gerusalemme       |                      |
|                                 | Mercaduzzo        |                      |

## Občina Gradež
| Slovensko  | Italijansko        | Furlansko       |
| ---------- | ------------------ | --------------- |
|            | Boscat             |                 |
| Gradež     | Grado              | Grau            |
|            | Fossalon           | Fossalon        |
| Borov gozd | Pineta             | Pinede          |
|            | (Bocca di) Primero | Puart di Primêr |
|            | Val Cavarera       |                 |

## Občina Mariano del Friuli
| Slovensko | Italijansko        | Furlansko |
| --------- | ------------------ | --------- |
|           | Mariano del Friuli | Marian    |
|           | Corona             | Corone    |

## Občina Medeja
| Slovensko | Italijansko | Furlansko |
| --------- | ----------- | --------- |
| Medeja    | Medea       | Migjee    |

## Občina Tržič
| Slovensko            | Italijansko         | Furlansko             |
| -------------------- | ------------------- | --------------------- |
| Tržič (sedež občine) | Monfalcone          | Monfalcon             |
|                      | Archi               |                       |
| Darež                | Aris                | Daris                 |
|                      | Bagni               |                       |
| Golec                | Cima di Pietrarossa |                       |
|                      | Crociera            |                       |
|                      | Enel                |                       |
| Ližerc               | Lisert              | Lisert                |
|                      | Marina Julia        | Marine Julie          |
|                      | Marina Nova         |                       |
|                      | Marina Vecchia      |                       |
|                      | San Michele         | Sant Michêl           |
|                      | Panzano             | Panzan                |
|                      | Pietrarossa         |                       |
|                      | La Rocca            | La Roche di Monfalcon |
|                      | San Polo            | Sant Pôl              |
|                      | Schiavetti          |                       |
|                      | Serraglio           |                       |
|                      | (Via) Romana-Solvay |                       |

## Občina Morar
| Slovensko | Italijansko | Furlansko |
| --------- | ----------- | --------- |
| Morar     | Moraro      | Morâr     |

## Občina Moš
| Slovensko | Italijansko      | Furlansko |
| --------- | ---------------- | --------- |
| Moš       | Mossa            | Mosse     |
| Blankiž   | (Villa) Blanchis |           |
|           | Centa            | Zenta     |
|           | Mieza Vila       |           |
|           | Strada Granda    |           |
|           | Valisella        |           |

## Občina Romanž na Soči
| Slovensko      | Italijansko     | Furlansko         |
| -------------- | --------------- | ----------------- |
|                | Fratta          | Frate             |
| Romanž na Soči | Romans d'Isonzo | Romans dal Lusinç |
| Vrša           | Versa           | Vierse            |

## Občina Ronke
| Slovensko | Italijansko          | Furlansko            |
| --------- | -------------------- | -------------------- |
| Selce     | Cave di Selz         | Selç                 |
| Ronke     | Ronchi dei Legionari | Roncjis di Monfalcon |
| Soleščan  | Soleschiano          | Solescjan            |
| Romjan    | Vermegliano          | Vermean              |
| Sveti Vid | San Vito             | San Vît              |

## Občina Zagraj
| Slovensko                      | Italijansko                   | Furlansko                     |
| ------------------------------ | ----------------------------- | ----------------------------- |
| Petovlje                       | Peteano                       | Petean                        |
| Zdravščine                     | Poggio Terza Armata           | Sdraussine                    |
| Zagraj                         | Sagrado                       | Segrât                        |
| Martinščina                    | San Martino del Carso         | San Martin dal Cjars          |
| Postaja Gradišče - Martinščina | Stazione Gradisca-San Martino | Stazione Gradiscje-San Martin |

## Občina Škocjan ob Soči
| Slovensko       | Italijansko          | Furlansko         |
| --------------- | -------------------- | ----------------- |
|                 | Begliano             | Bean dal Teritori |
|                 | Ca’ del bosco        |                   |
|                 | Colassa              |                   |
|                 | Isola Morosini       | Isule Morosine    |
|                 | Isonzato             | Isunçat           |
|                 | Pieris               | Pieris            |
| Škocjan ob Soči | San Canzian d'Isonzo | Sant Ganzian      |
|                 | Terranova            |                   |

## Občina Števerjan[3]
| Slovensko                | Italijansko             | Furlansko            |
| ------------------------ | ----------------------- | -------------------- |
| Števerjan (sedež občine) | San Floriano del Collio | San Florean dal Cuei |
| Bukovje                  | Bukuie                  |                      |
| Jazbine                  | Giasbana                | Jasbine              |
| Ščedno                   | Scedina                 |                      |
| Valerišče                | Valerisce               | Valeriscje           |
| Klanec                   | Uclanzi                 |                      |
| Sovenca                  | Sovenza                 |                      |

## Občina Šlovrenc ob Soči
| Slovensko                       | Italijansko          | Furlansko           |
| ------------------------------- | -------------------- | ------------------- |
| Šlovrenc ob Soči (sedež občine) | San Lorenzo Isontino | San Lurinç Lisuntin |

## Občina Špeter ob Soči
| Slovensko      | Italijansko       | Furlansko             |
| -------------- | ----------------- | --------------------- |
|                | Cassegliano       | Cassean               |
| Špeter ob Soči | San Pier d'Isonzo | San Pieri dai Bisiacs |
|                | San Zanut         | San Zanut             |

## Občina Sovodnje ob Soči[4]
| Slovensko                                  | Italijansko           | Furlansko                    |
| ------------------------------------------ | --------------------- | ---------------------------- |
| Sovodnje ob Soči/pri Gorici (sedež občine) | Savogna d'Isonzo      | Savogne dal Lusinç/di Gurize |
| Rubije                                     | Castel Rubbia         | Rubie                        |
| Cotiči                                     | Cotici Superiore      | Zotiç                        |
| Cotiči                                     | Cotici Inferiore      | Zotiç                        |
| Gabrje                                     | Gabria                | Gabrie                       |
| Debela griža                               | Monte San Michele     | Mont Sant Michêl             |
| Peč                                        | Peci                  |                              |
| Rupa                                       | Rupa                  | Rupe                         |
| Vrh svetega Mihaela                        | San Michele del Carso | Sant Michêl dal Cjars        |

## Občina Štarancan
| Slovensko             | Italijansko           | Furlansko      |
| --------------------- | --------------------- | -------------- |
|                       | Alberoni              | Albarons       |
| Bistrinja             | Bistrigna             | Bistrigne      |
|                       | Bonifica del Brancolo |                |
|                       | Bosco Grande          |                |
|                       | Dobbia                | Dobie          |
|                       | Le Coloschie          |                |
| Štarancansko primorje | Lido di Staranzano    |                |
| Zdoba                 | Punta Sdobba          | Ponte di Sdobe |
|                       | Quarantia             |                |
| Štarancan             | Staranzano            | Staranzan      |
|                       | Villaraspa            | Vilaraspe      |

## Občina Turjak
| Slovensko | Italijansko | Furlansko |
| --------- | ----------- | --------- |
| Turjak    | Turriaco    | Turiac    |

## Občina Vileš
| Slovensko | Italijansko | Furlansko |
| --------- | ----------- | --------- |
| Vileš     | Villesse    | Vilès     |